# Galassia Nana Ellittica del Cane Maggiore
La Galassia Nana Ellittica del Cane Maggiore è un'ipotetica galassia nana posta nella direzione della costellazione del Cane Maggiore. Questa galassia conterrebbe una percentuale relativamente alta di stelle nane rosse, e la sua popolazione totale è stimata ad un miliardo di stelle. Si tratterebbe quindi di una galassia piuttosto piccola.
L'esistenza di questa galassia è stata ipotizzata per spiegare un'anomalia nella densità dei campi stellari in direzione del Cane Maggiore; tuttavia le teorie più recenti tenderebbero a respingere l'esistenza di questa galassia.

## Caratteristiche
La galassia è stata classificata come una galassia irregolare ed è stata considerata la galassia più vicina alla Via Lattea, distante solo 42 000 anni luce dal suo centro e ad appena 25 000 anni luce dalla Terra. Ha una forma all'incirca ellittica e una dimensione simile alla Galassia Nana Ellittica del Sagittario, che deteneva in precedenza il titolo di galassia più vicina. La sua dimensione è circa l'1% della Via Lattea.

## Scoperta
Questa galassia fu scoperta nel novembre 2003 da un team internazionale di astronomi francesi, italiani, britannici e neozelandesi. Anche se è più vicina alla Terra che al centro galattico è difficile da osservare perché si trova nel piano della nostra galassia dove le grandi concentrazioni di stelle, gas e polveri occultano la vista. Assieme alle piccole dimensioni, questo spiega perché non era stata scoperta prima.
Il team di astronomi che la scoprì stava lavorando all'analisi dei dati della Two-Micron All Sky Survey, un'esplorazione di tutto il cielo in luce infrarossa, che non è bloccata da gas e polveri come la luce visibile. Grazie a questa tecnica, gli scienziati furono in grado di rilevare una significativa presenza di stelle rosse (tipo spettrale M) nella parte di cielo in direzione del Cane Maggiore. Alcune di queste stelle erano organizzate in strutture ben definite, per esempio sono presenti due larghi e deboli archi di stelle.
Gli astronomi pensano che questa galassia sia in via di smembramento a causa del campo gravitazionale della più massiccia Via Lattea. Il corpo centrale della galassia è estremamente disgregato. Le forze di marea della Via Lattea hanno causato la comparsa di lunghi filamenti di stelle che seguono la galassia nana mentre orbita attorno alla nostra, formando delle strutture complesse a volte chiamate l'Anello dell'Unicorno, che gira attorno alla nostra galassia per tre volte. Questo filamento di stelle fu scoperto per la prima volta poco dopo l'anno 2000 dagli astronomi che stavano effettuando la Sloan Digital Sky Survey. Fu investigando questo anello di stelle, e un gruppo di ammassi globulari stranamente vicini tra loro e simili a quelli della nana del Sagittario, che la nana del Cane Maggiore fu scoperta.
Gli ammassi globulari che si pensa siano associati con la Nana del Cane Maggiore sono NGC 1851, NGC 1904, NGC 2298 e NGC 2808, tutti ritenuti in origine appartenere alla galassia nana prima che cominciasse il processo di inglobamento nella Via Lattea. NGC 1261 è un altro ammasso globulare, vicino a quelli elencati in precedenza, ma la sua velocità è sufficientemente diversa da escludere un suo legame con gli altri. La nana del Cane Maggiore potrebbe anche essere associata ad alcuni ammassi aperti, tra cui Dol 25 e H18, e forse AM2. Si pensa che questi ammassi aperti si siano formati a causa delle perturbazioni indotte nel materiale del disco galattico da parte del campo gravitazionale della galassia nana, perturbazioni che avrebbero favorito la formazione stellare.
La scoperta della nana del Cane Maggiore e l'analisi delle sue stelle hanno fornito alcuni indizi in più alle teorie di formazione ed evoluzione delle galassie che privilegiano l'accrescimento grazie all'inglobamento di galassie più piccole.

## Il Dibattito del Cane Maggiore
L'individuazione di questa galassia è stata fatta attraverso lo studio di una regione che mostrava una sovradensità di stelle in direzione delle coordinate galattiche l=240°; b=−7°. Tuttavia, alcuni studi mostrano che questo addensamento non dovrebbe appartenere ad una galassia cannibalizzata, dal momento che la sua posizione giace sullo stesso piano del disco della Via Lattea. È stata così introdotta l'idea che questo addensamento sia imputabile semplicemente alla presenza di una sezione del Braccio di Orione, visibile in questa direzione in senso longitudinale, che interseca il Braccio di Perseo e raggiunge il Braccio Esterno. A supporto di questa teoria vi sarebbe anche la scoperta all'interno dell'addensamento di stelle con un'età inferiore a 100 milioni di anni, che indicherebbe un evento di formazione stellare notevolmente più recente rispetto a quelli che si suppone essere avvenuti nella Nana del Cane Maggiore, datati 1-2 miliardi di anni. Questo problema, che divide gli studiosi, è talvolta soprannominato "Dibattito del Cane Maggiore".